# Deutz F3M 317
Der Deutz F3M 317 ist ein Schlepper, den Humboldt-Deutz von 1935 bis 1942 herstellte. Er war seinerzeit der leistungsstärkste und schwerste Schlepper in der Modellpalette von Deutz. Entwickelt wurde der F3M 317 für landwirtschaftliche Großbetriebe. Oft kam er aber auch als Straßenzugmaschine zum Einsatz.
Der Dreizylinder-Dieselmotor mit 5768 cm³ Hubraum leistet 50 PS und wird mit Wasser gekühlt. Das Getriebe stammt von Deutz und hat fünf Vorwärtsgänge sowie einen Rückwärtsgang.